# Ernest Goes to Camp
Ernest Goes to Camp (bra: A Trilha do Bravo) é um filme de comédia produzido nos Estados Unidos em 1987, dirigido por John R. Cherry III e com atuação de Jim Varney.

## Elenco
- Jim Varney - Ernest P. Worrell
- Victoria Racimo - Enfermeira St. Cloud
- John Vernon - Sherman Krader
- Iron Eyes Cody - Velho Índio
- Lyle Alzado - Bronk Stinson
- Gailard Sartain - Jake
- Daniel Butler - Eddie
- Patrick Day - Bobby Wayne
- Scott Menville - Crutchfield
- Danny Capri - Danny Simpson
- Jacob Vargas - Butch "Too Cool" Vargas
- Todd Loyd - Chip Ozgood
- Hakim Abdulsamad - Moustafa "Moose" Hakeem Jones
- Eddy Schumacher - Conselheiro Ross Stennis
- Richard Speight, Jr. - Brooks
- Andy Woodworth - Pennington
- Buck Ford - Advogado Elliott Diate
- Larry Black - Senhor Tipton
- Hugh Sinclair - Conselheiro Sparks
- Johnson West - Conselheiro Puckett
- Jean Wilson - Supervisor
- Ivan Green - Senhor Stewart
- Christian Haas - Molly Stewart
- Brenda Haynes - Senhora Stewart